# Дмитриевское (Тутаевский район)
Дмитриевское — деревня в Тутаевском районе Ярославской области России. В рамках организации местного самоуправления входит в Левобережное сельское поселение, в рамках административно-территориального устройства — в Родионовский сельский округ.

## География
Расположена в 4 километрах к востоку от райцентра города Тутаева.

## История
Церковь в селе построена в 1818 году с двумя престолами: Воскресения Христова и Мученика Иоанна Воина. 
В конце XIX — начале XX село входило в состав Богородской волости Романово-Борисоглебского уезда Ярославской губернии.
С 1929 года село входило в состав Родионовского сельсовета Тутаевского района, с 2005 года — в составе Левобережного сельского поселения.

## Население
| 1859 | 1914 | 2002 | 2007 | 2010 |
| ---- | ---- | ---- | ---- | ---- |
| 21   | ↗48  | ↘41  | ↗45  | ↘26  |